# Заегорьевский
Заегорьевский — хутор в Медвенском районе Курской области России. Входит в состав Вышнереутчанского сельсовета.

## География
Хутор находится на юге центральной части Курской области, в пределах Среднерусской возвышенности, в лесостепной зоне, на расстоянии примерно 10 километров (по прямой) к юго-западу от Медвенки, административного центра района. Абсолютная высота — 198 метров над уровнем моря.

### Климат
Климат характеризуется как умеренно континентальный, с тёплым летом и умеренно холодной зимой. Среднегодовая температура воздуха — 5,5 °C. Абсолютный минимум температуры воздуха самого холодного месяца (января) составляет −37 °C; абсолютный максимум самого тёплого месяца (июля) — 35 °C. Безморозный период длится около 151 дня в году. Среднегодовое количество атмосферных осадков составляет 587 мм, из которых большая часть выпадает в тёплый период.

### Часовой пояс
Хутор Заегорьевский, как и вся Курская область, находится в часовой зоне МСК (московское время). Смещение применяемого времени относительно UTC составляет +3:00.

## Население
| 2002 | 2010 |
| ---- | ---- |
| 2    | ↘0   |

### Национальный состав
Согласно результатам переписи 2002 года, в национальной структуре населения русские составляли 100 %.

## Транспорт
Заегорьевский находится в 12,5 км от автодороги федерального значения М2 «Крым» (часть европейского маршрута E 105), в 2,5 км от автодороги межмуниципального значения 38Н-185 (М-2 «Крым» — Гахово), в 28 км от ближайшей ж/д станции Дьяконово (линия Льгов I — Курск).
В 94 км от аэропорта имени В. Г. Шухова (недалеко от Белгорода).